# 香港遊艇會
香港遊艇會（英語：Royal Hong Kong Yacht Club）是香港其中一間歷史最悠久的會所，亦為世界其中一間最大規模的遊艇會，有逾萬名會員，皆為航海或者划艇（赛艇）愛好者。除了位於奇力島的總部外，香港遊艇會在南區熨波洲及西貢白沙灣均設分會。

## 歷史
香港皇家遊艇會的前身是維多利亞賽舟會（英語：Victoria Regatta Club），於1849年10月首次舉辦賽事。1889年，香港科林斯式航海會（英語：Hong Kong Corinthian Sailing Club）成立。1893年，會所董事會向英國海軍申請將會所名稱更改為皇家香港遊艇會（英語：Royal Hong Kong Yacht Club）。1997年隨著香港主權移交，香港皇家遊艇會將其中文名稱中的「皇家」名銜刪除，但是英文就保留原名。
香港遊艇會會址早期設在香港銅鑼灣油街的遊艇會會所。1938年，會所遷至奇力島。第二次世界大戰後，會所於1945年9月17日重開。1951年在會址建設一條堤壩，與香港島連接起來。1972年，隨著香港海底隧道啟用，位於隧道出口側的奇力島在填海後成為香港島的一部份。

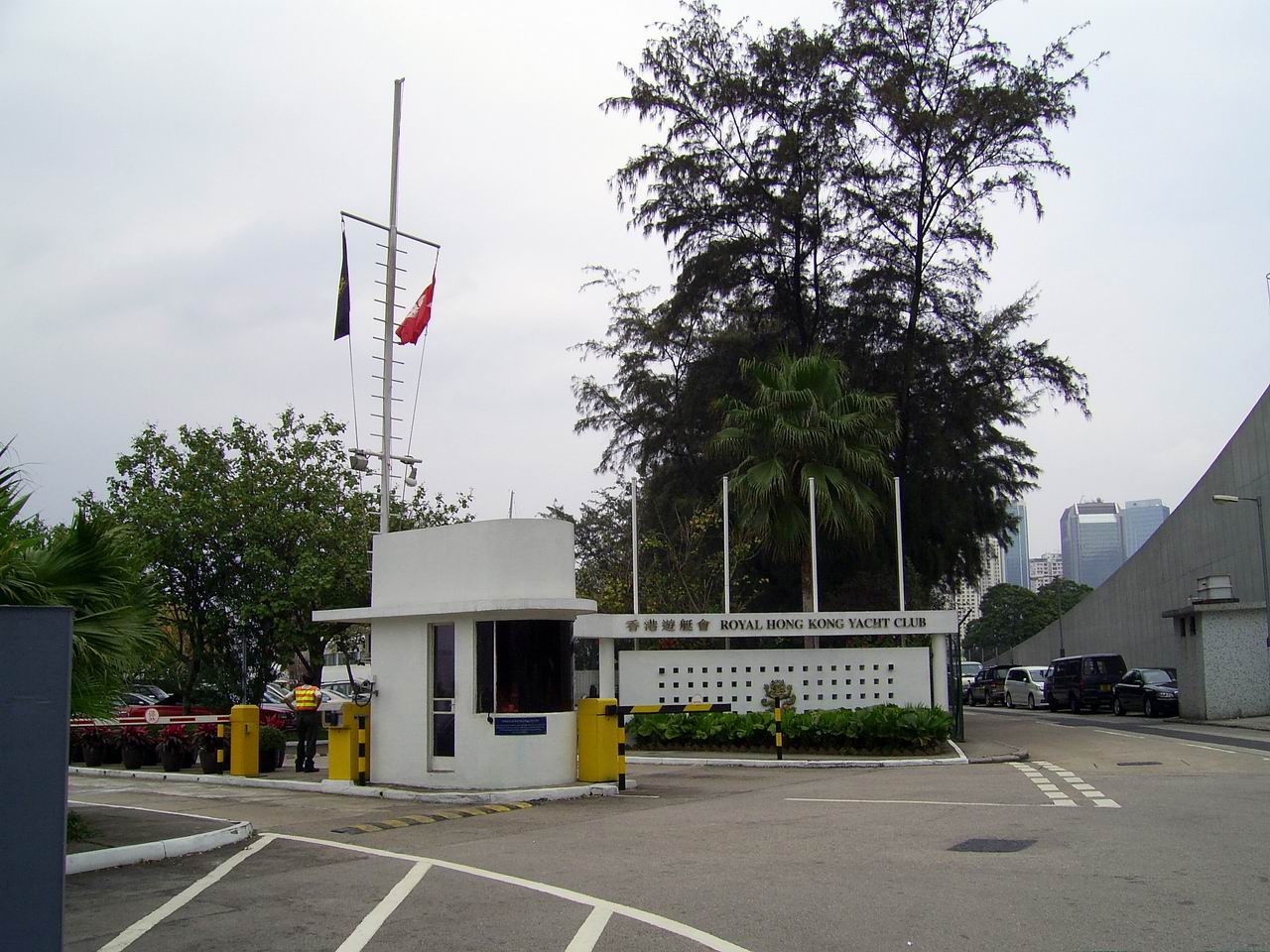
香港遊艇會入口
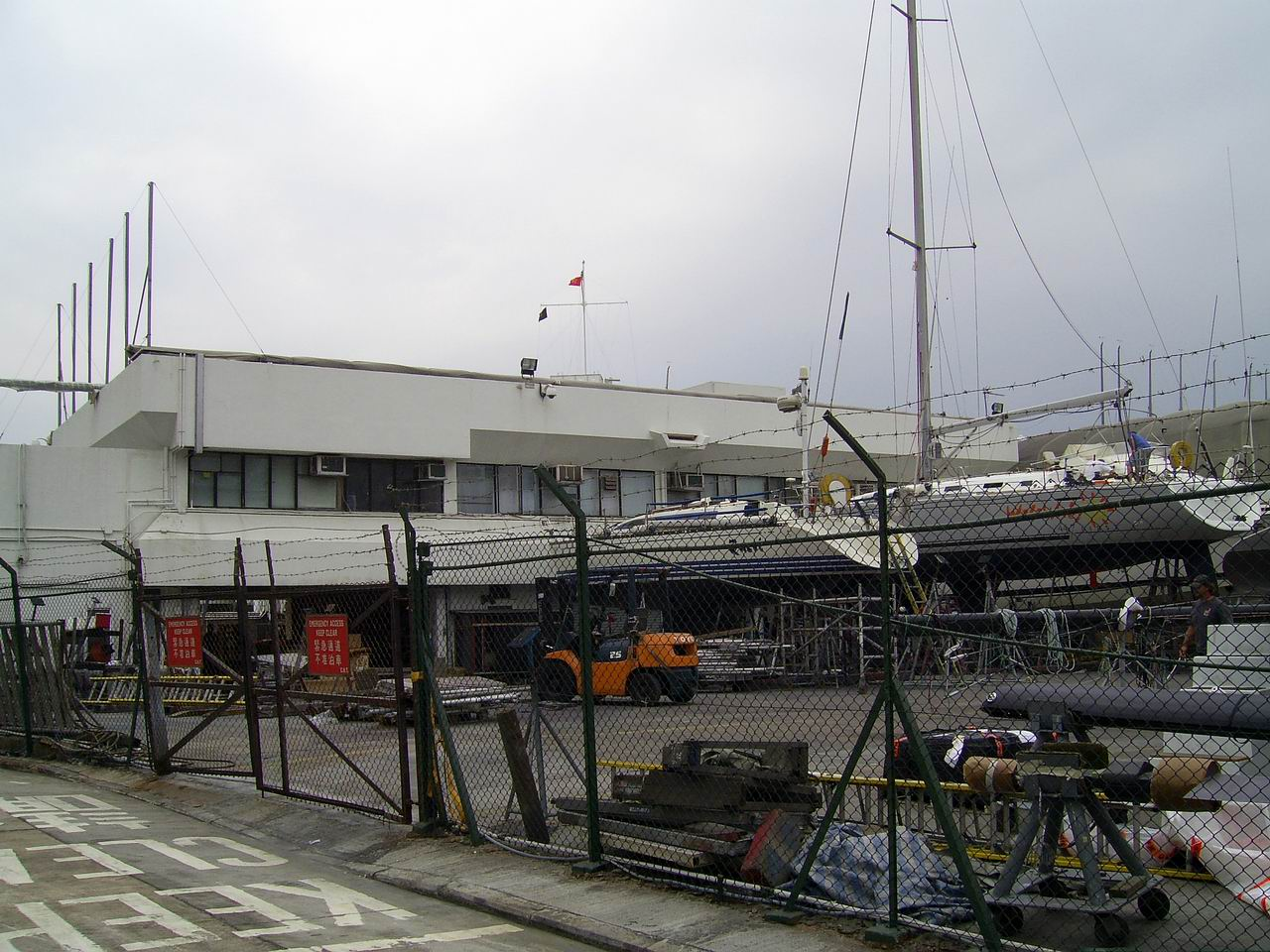
會所大樓後的工場佈滿帆船及配件
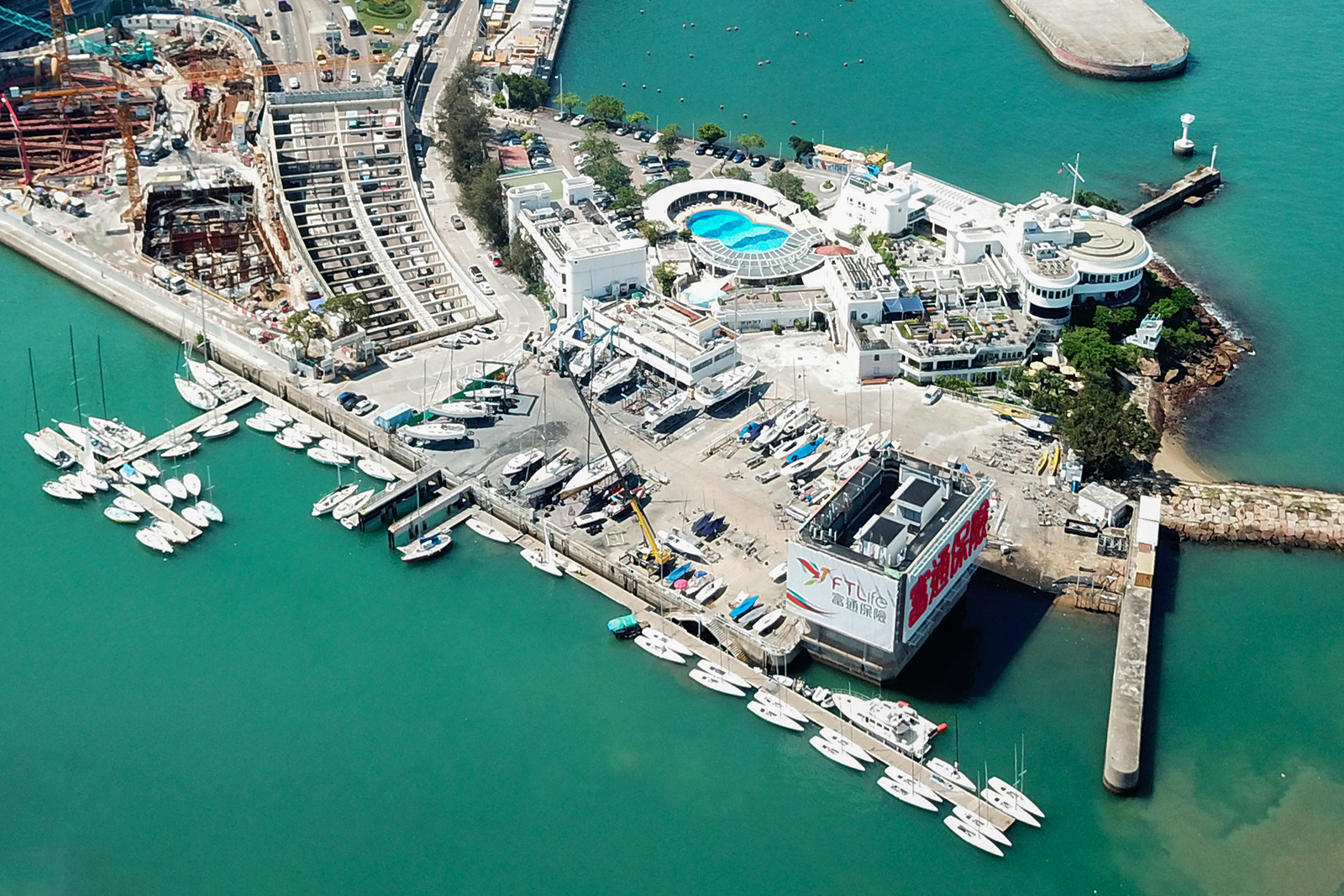
香港遊艇會
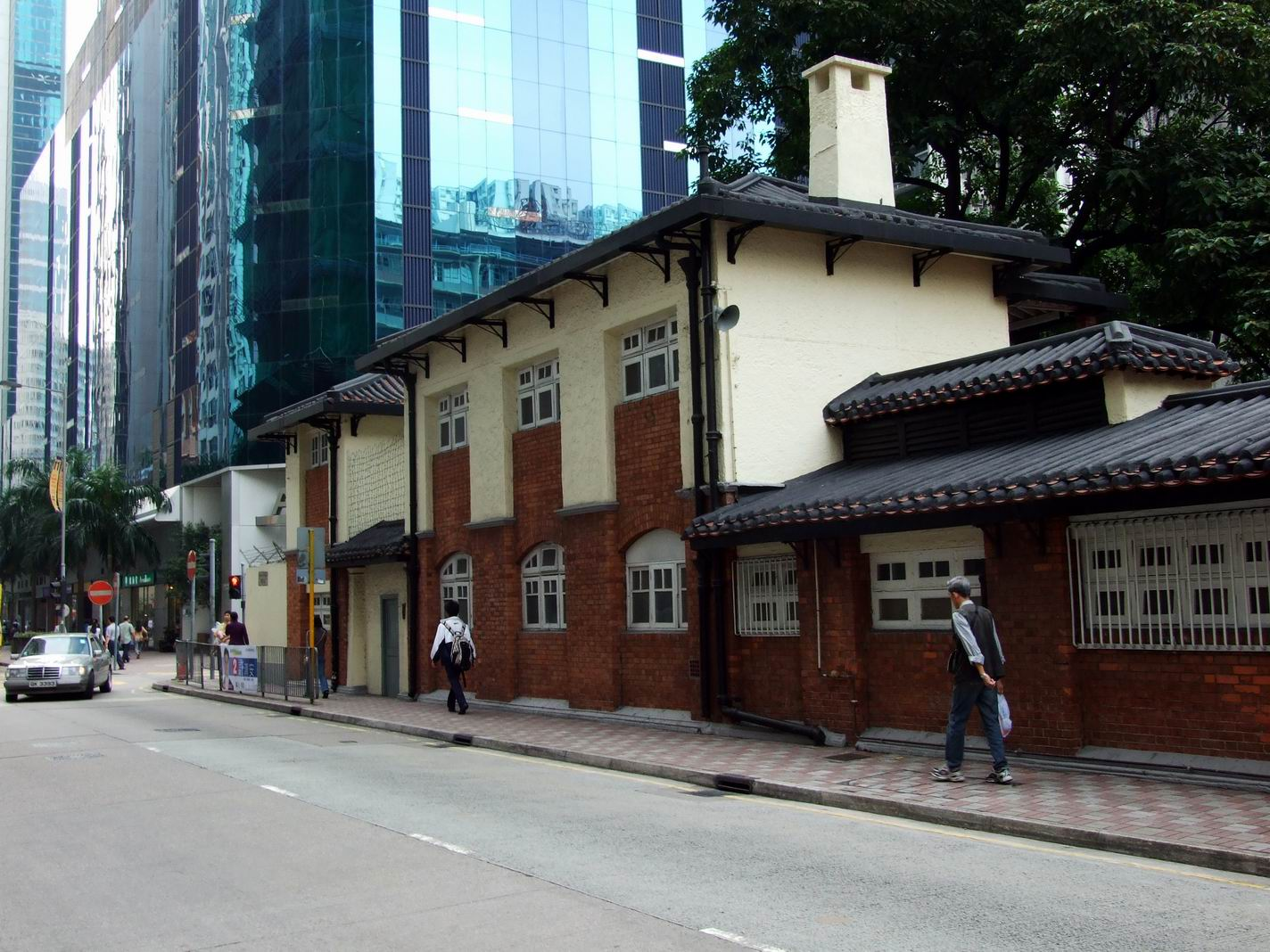
位於油街的前香港皇家遊艇會會所
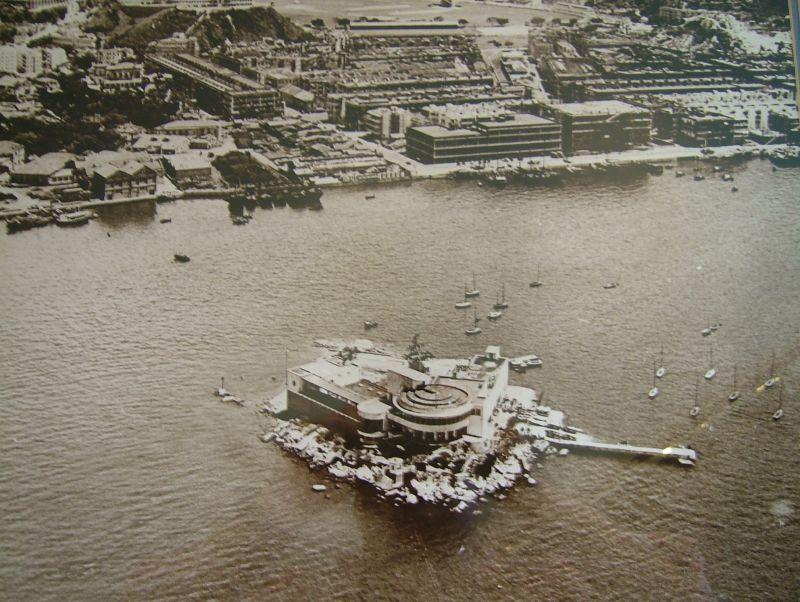
1948年的奇力島